# Aloeides trimeni
Trimen’s Copper (Aloeides trimeni) là một loài bướm thuộc họ Lycaenidae. Loài này có ở Nam Phi, ở đó nó có ở coastal KwaZulu-Natal to the Drakensberg, phía bắc into Mpumalanga và the tỉnh Limpopo.
Sải cánh từ 22–33 mm đối với con đực và 24–35 mm đối với con cái. Cá thể trưởng thành mọc cánh từ tháng 9 tới tháng 12 (đỉnh điểm vào tháng 10) và từ tháng 1 tới tháng 4 (đỉnh điểm vào tháng 2). Mỗi năm loài này có hai thế hệ.
Ấu trùng ăn các loài Aspalathus species và Hermannia depressa.

## Phân loài
- Aloeides trimeni trimeni (from East Cape to Orange Free State, Gauteng và Mpumalanga)
- Aloeides trimeni southeayae Tite & Dickson, 1973 (near Mossel Bay in the West Cape)